# EA-3887A
EA-3887A é um agente químico sintético de formulação C32H54I2N6O4. 